# Niederwil, Solothurn
Niederwil är en ort i kantonen Solothurn, Schweiz. 
Niederwil var tidigare en egen kommun, men den 1 januari 2011 slogs den samman med kommunen Riedholz.